# Argentinisch-Brasilianischer Krieg

Flagge der Provinz Cisplatina

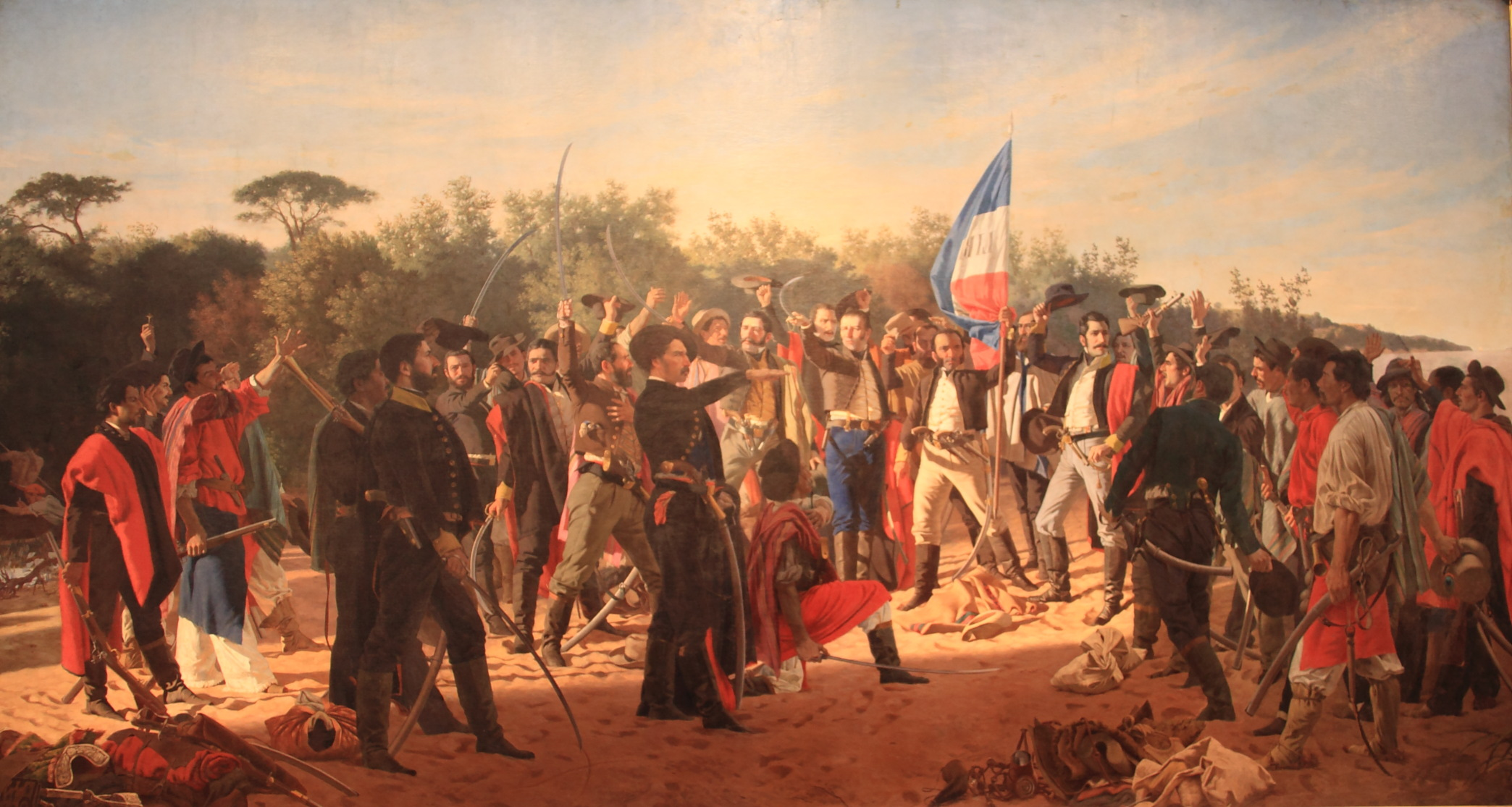
Schwur der 33 Orientalen

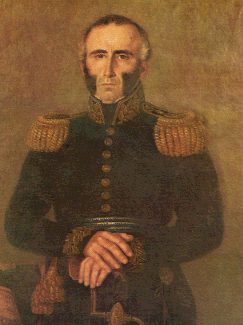
Juan Antonio Lavalleja

Der Argentinisch-Brasilianische Krieg (port.: Guerra da Cisplatina; span. Guerra del Brasil) war eine bewaffnete Auseinandersetzung zwischen Argentinien (damals noch Vereinigte Provinzen des Río de la Plata) und dem Kaiserreich Brasilien um den Besitz der Banda Oriental (span: östliches Ufer; gemeint ist das Land am linken Ufer des Río de la Plata: das heutige Uruguay). Er begann 1825 und endete 1828 mit der Unabhängigkeit Uruguays.

## Verlauf
In der Absicht, die Banda oder Provincia Oriental wieder in die Vereinigten Provinzen des Río de la Plata einzugliedern, wie es vor der brasilianischen Annexion 1816/1817 der Fall gewesen war, unterstützten die Argentinier den Anführer der Revolte gegen die brasilianische Herrschaft, Juan Antonio Lavalleja. Nach Jahren des Widerstandes gegen die Brasilianer trafen sich Deputierte aus der ganzen Banda Oriental in der Stadt Florida und erklärten die Zugehörigkeit zu den Vereinigten Provinzen (Provincias Unidas del Río de la Plata, dem heutigen Argentinien). Als Antwort darauf erklärte Brasilien Argentinien den Krieg.
In der Schlacht von Ituzaingó am 20. Februar 1827 besiegte eine argentinisch-uruguayische Armee die Brasilianer. Diese blockierten auf See die Zufahrt nach Buenos Aires. Die Seeblockade lief aber den Handelsinteressen der Briten zuwider, so dass diese schließlich im Konflikt vermittelten.

## Ergebnis
Am Ende konnte Brasilien zurückgedrängt werden, aber auch die Hoffnungen der Argentinier erfüllten sich nicht. Unter der Vermittlung und dem Druck der Briten unterzeichneten beide Parteien 1828 den Vertrag von Rio de Janeiro, in dem sie die Unabhängigkeit Uruguays anerkannten. Obwohl die Uruguayer die Unabhängigkeit erreichten, waren es die Briten, die am meisten davon profitierten, denn sie erhielten dadurch eine Freihandelszone an der strategisch wichtigen Mündung des Río de la Plata.